# Edmund Kerchever Chambers
Edmund Kerchever Chambers, född 1866 och död 1954, var en brittisk litteraturforskare.
Chambers var kännare av den medeltida och elisabethanska teatern, vars historia han behandlat i arbetena The mediæval stage (1903), The Tudor revels (1906) och The Elizabethan stage (1923). Chambers har även utgett en Shakespeareupplaga och en upplaga av äldre engelska skalder.